# Nephrodium remotum
Nephrodium remotum là một loài dương xỉ trong họ Dryopteridaceae. Loài này được Heward mô tả khoa học đầu tiên năm 1842.
Danh pháp khoa học của loài này chưa được làm sáng tỏ. 